# تیلای (فیلم)
تیلای (بورکینافاسویی: Tilaï) یک فیلم به کارگردانی ایدریسا اودرائوگو است که در سال ۱۹۹۰ منتشر شد. این فیلم در چهل و سومین جشنواره فیلم کن برنده جایزه بزرگ شده‌است.